# フーゴー・グローティウス
フーゴー・グローティウス（蘭: Hugo de Groot, Huig de Groot、英: Hugo Grotius、1583年4月10日 - 1645年8月28日）は、オランダの法学者。
フランシスコ・デ・ヴィトーリア、アルベリコ・ジェンティリとともに、自然法に基づく国際法の基礎を作ったことから、「国際法の父」「自然法の父」と称される人間主義者で、哲学者、劇作家、詩人でもあり、著書として『自由海論』、『戦争と平和の法』などがある。かつてオランダで発行されていた10ギルダー紙幣に肖像が使用されていた。グローティウス (Grotius) はラテン語名であり、オランダ語 Hugo (Huig) de Groot の読み（[ˈɦyɣoː (ˈɦœyɣ) də ˈɣroːt]）はヒュホー（ホイフ）・デ・フロートに近い。

## 生涯

### 幼年期
八十年戦争が展開されていたオランダのデルフトに生まれた。父であるヤンはライデン大学でユストゥス・リプシウスとともに勉強したこともあった。幼年期のグローティウスはヒューマニズムとアリストテレス的な教育を施され、8歳の頃にラテン語の詩を書いて市長の父を喜ばせた。神童であった彼は11歳でライデン大学に入学した。グローティウスが入学した当時のライデン大学は北ヨーロッパでもっともアカデミックな教育を行う大学として知られており、フランキスクス・ユニウス、ヨセフ・スカリゲル、ルドルフ・スネリウスがライデン大学で活躍していた時代であった。
1599年、グローティウスはデン・ハーグで官職を得て、1601年には、ホラント州の史学史研究員となった。1604年に初めて国際法に携わることとなり、体系的な国際法の手稿を著した。そして、オランダ商人によるシンガポール海峡におけるポルトガルのキャラック船とその船の貨物の差し押さえの訴訟手続きに従事することとなった。

### 『自由海論』
1603年、オランダの船員・探検家でもあるヤコブ・ヴァン・ヘームスケルクがポルトガル船サンタ・カタリーナ号を拿捕した時代とは、スペイン・ポルトガル同君連合がオランダと交戦していた時代（八十年戦争）であった。ヘームスケルクはオランダ東インド会社の子会社であるアムステルダム独立会社の社員として働いていたが、彼自身には、オランダ政府や東インド会社から権力を行使する権限を付与していたわけではなかったが、オランダ東インド会社の株主は、ヘームスケルクがもたらした富を受け取ることを望んでいた。とはいえ、オランダ国内ではヘームスケルクにおける拿捕の妥当性が問われていただけではなく、倫理面からもオランダ東インド会社の一部の株主から拿捕による物品の獲得を拒否する動きもあった。もちろん、ポルトガルも貨物の返還を望んでいた。オランダ東インド会社の代表は、グローティウスにこの拿捕における論証を依頼することとなった。
1604年から1605年にかけてのグローティウスの活動は、『De Indis』と題された書簡にまとめられた。グローティウスは、東インド会社による拿捕の妥当性を自然法に求めようとした。

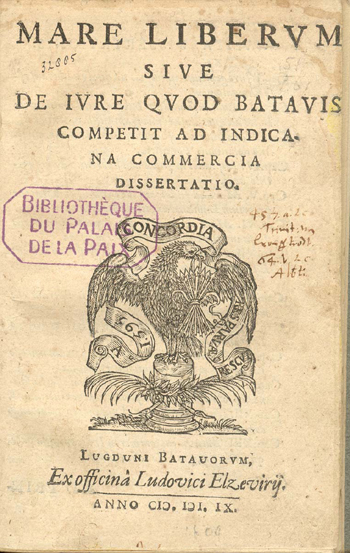
平和宮図書館所蔵の『自由海論』の表紙

1609年、グローティウスは、『自由海論』（原題：Mare Liberum）を著した。グローティウスはこの本により、海は国際的な領域であり、全ての国家は、海上で展開される貿易のために自由に使うことができると主張した。
当時のイギリスは、貿易においてオランダと競合関係にあったため、グローティウスの主張に真っ向から反対した。スコットランド人の法学者であるウィリアム・ウエルウォッドが英語で初めて、海事法について著した人物であり、1613年にはグローティウスに対抗する形で、『Mare Liberum in An Abridgement of All Sea-Lawes』を執筆した。グローティウスはそれに反論する形で1615年、Defensio capitis quinti Maris Liberi oppugnati a Gulielmo Welwodoを著した。1635年、ジョン・セルデンは、『封鎖海論』（原題：Mare clausum）において、海は原則として、陸地の領域と同じ適用を受けるものと主張した。
海事法をめぐる論議が成熟するにつれて、海洋国家は海事法の整備を推進することとなった。オランダ人の法学者であるコルネリウス・ファン・バインケルスフーク（Cornelius van Bynkershoek）が自著『海洋主権論』（原題：De dominio maris）（1702年）において、陸地を護るために大砲が届く範囲内の海の支配権（領海）はその沿岸の国が保有すると主張した。この主張は各国で支持され、領海は3マイルとするとされた。
この論争は最終的には、経済論争にまで発展した。たとえ、モルッカ諸島でナツメグとクローブを独占していたとしても、オランダは、自由貿易を主張していた一方で、イギリスは、1651年に航海条例を制定することでイギリスの港湾にイギリス船籍以外の入港を禁じた。航海条例の制定によって、第一次英蘭戦争が勃発した。

### 神学論争とグローティウス
グローティウスは、ホラント州の法律顧問であるヨーハン・ファン・オルデンバルネフェルトのもとで政治的キャリアを積むようになり、1605年にオルデンバルネフェルトのアドバイザーとなった後、1607年に、ホラント州、ゼーラント州、フリースラント州の財務の管理者となり、1613年にはロッテルダムのペンショナリーとなった。私生活ではマリア・ファン・レイゲスベルゲンと結婚し、8人の子をもうけた（但し、そのうち4人は夭逝）。
グローティウスがオルデンバルネフェルトのもとで働いていた時代とは、スペインとの戦争状態が12年間休戦状態になった時代であった。1609年、オランダはスペインとアントウェルペンにおいて、12年休戦条約を締結した。この結果、オランダを覆っていた外患は取り除かれ、国際的地位は向上することとなった。一方、オランダ国内では改革派の「予定説」の解釈をめぐる神学論争が起きた。
この神学論争の焦点は、アルミニウス派（中心はライデン大学の神学教授ヤーコブス・アルミニウス）が予定説の解釈に対して寛容であることを説いたことに対して、厳格に解釈することをホマルス派（中心は同じくライデン大学のフランシスクス・ホマルス）が主張した点にあった。グローティウスやオルデンバルネフェルトをはじめとするオランダの上流階層はアルミニウス派を支持する姿勢を示していた。一方で、ホマルス派の支持層は南部諸州から逃れてきた改革派の亡命者や難民、都市の下層民などであった。結果、神学論争はオランダ独立の過程での階級闘争、さらに国家と教会の間でどちらが上位に立つべきかという国家論に発展した。
1618年、ドルトレヒトにおいてドルト会議が開催された結果、ホマルス派の全面的勝利に終わり、オルデンバルネフェルトは1619年5月に国家反逆罪で処刑され、グローティウスは逮捕されレーヴェシュタイン城に収容された。
1621年、妻の協力を得てグローティウスは脱獄に成功し、本1冊を胸に携え、一路パリへと亡命した。この本に関しては、アムステルダムのアムステルダム国立美術館とデルフトのPrinsenhofがそれぞれ自らが所有する本が、脱獄の際に持ち出した本を所蔵していると主張している。
パリに到着したグローティウスに対しフランス王ルイ13世は年金を与え、その生活を賄った。グローティウスはフランスにおいて、彼自身の著作の中で最も有名となる哲学の作品集を完成させることとなったのである。

### 『キリスト教の真理』と『戦争と平和の法』

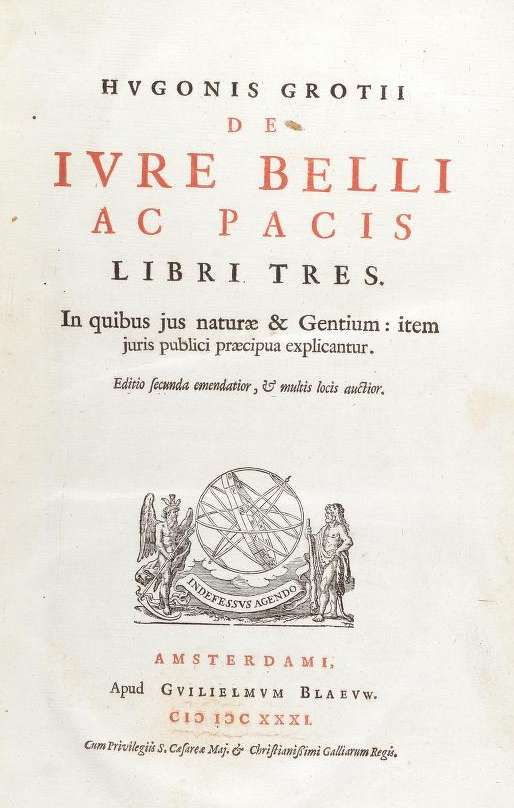
『戦争と平和の法』第二版表紙、1631年刊行。

パリ滞在中、グローティウスは様々な分野で執筆作業を行っている。グローティウスは神学に関心を抱き続けており、『ペラギリウス派についての探求』（1622年）、『ストバエウス』（1623年）、『キリスト教の真理』（1627年）、『アンチクリスト論』（1640年）、『福音書注解』（1641年）、『旧約聖書注解』（1644年）と著し続けた。その中でも『キリスト教の真理』("De veritate religionis Christianae") は6分冊によって構成され、護教論の分野における最初のプロテスタントのテキストブックであった。グローティウスは『キリスト教の真理』において、神が存在すること、神の唯一性、完全性、無限性、永遠・万能・全知・まったき善であること、万物の原因であることを論証していった。
もう一つが『戦争と平和の法』("De jure belli ac pacis") （1625年）である。『戦争と平和の法』によって、「戦争が法による規制を受けるものであることを明らかにするという「正戦論」と「実践的目的のための理論的道具」としての「自然法論」を展開した」格好となった。

### スウェーデン大使

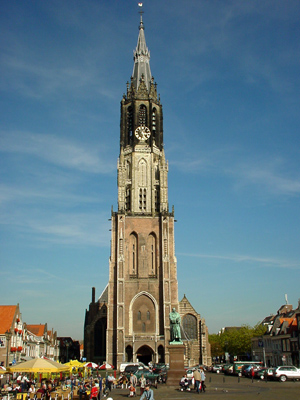
デルフトの新教会。グローティウスが安眠している場所。

レモンストラント派の多くがオラニエ公マウリッツが死亡した1625年以降にオランダへの帰国を果たす中で、オランダからの恩赦を断ってきた。1631年に一度ロッテルダムへ戻ったことがあるが、直後にハンブルクへ走った。
1634年、駐仏スウェーデン大使として働く機会を得ることができた。当時のスウェーデン国王グスタフ2世アドルフは、戦場で軍隊を指揮する際には、たえず鞍の中に、グローティウスの『戦争と平和の法』を携行していたとされる。グスタフ2世アドルフの後を継いだアクセル・オクセンシェルナもまた、グローティウスを駐仏スウェーデン大使として雇用した。グローティウスは1645年にその職を解かれるまで、亡命期間中に利用していたパリの自宅を利用した。
グローティウスの最期は突然であった。フランスからスウェーデンへの旅の途上、グローティウスが乗る船が難破し、グローティウスは、ロストックに漂着した。衰弱していたグローティウスは、ロストックで1645年8月28日に病没した。彼の遺体は、青春時代をすごしたデルフトのデルフトの新教会で眠っている。

## 参考文献

Annotationes ad Vetus Testamentum, 1732

### テキスト・オンライン
- Hugo Grotius, On the Laws of War and Peace (abridged)
- Hugo Grotius, On the Laws of War and Peace (unabridged), The Free Seas, and more.
- Hugo Grotius, On the Laws of War and Peace (Latin, first edition of 1625) via the French National Library (télécharger to download)
- Hugo Grotiusの作品 （インターフェイスは英語）- プロジェクト・グーテンベルク
- Physicarum disputationum septima de infinito, loco et vacuo; disputation by Hugo Grotius, 14 years old, at Leiden University
- Logicarum disputationum quarta de postpraedicamentis; another disputation by Hugo Grotius, 14 years old, at Leiden University
- Preparing Mare Liberum for the Press by Martine Julia van Ittersum Puts into context of truce negotiations 1608-09. Ittersum (p.18) notes Grotius' citing of School of Salamanca figures, as well as the ancient Greek, Roman and early Church Fathers (p.12).